# Gas di sintesi
Il gas di sintesi, detto anche syngas (neologismo sincretico dall'inglese synthetic gas) indica una miscela di gas, essenzialmente monossido di carbonio (CO) e idrogeno (H2), con la presenza in quantità variabile anche di metano (CH4) e anidride carbonica (CO2).
A seconda dell'origine e degli utilizzi a cui sono destinati, le miscele CO/H2 vengono denotate con diversi termini, quali: gas d'acqua, gas d'aria, gas di città, crack gas, gas di sintesi del metanolo e oxo gas.
Con lo stesso termine si indica anche la miscela di azoto (N2) e idrogeno utilizzata per la sintesi dell'ammoniaca.

## Produzione
Il syngas può essere prodotto in vari modi:
- processo autotermico, fino agli anni cinquanta veniva utilizzato il coke (gas d'acqua), adesso si utilizza soprattutto il metano;
- reforming del metano;

### Processo autotermico
Il processo autotermico sfrutta idrocarburi gassosi o liquidi leggeri e si basa sulla reazione:
CH4 + ½ O2 → CO + 2 H2
In realtà le reazioni che avvengono sono:
CH4 + 2 O2 → CO2 + H2O
CH4 + H2O → CO + 3 H2
CH4 + CO2 → 2 CO + 2 H2
C + H2O → CO + H2
La reazione viene condotta a 500 °C ed è necessaria una buona miscelazione dei reagenti per limitare la formazione di nero fumo. Terminata la reazione si raffreddano i gas velocemente per evitare cambiamenti nell'equilibrio, con acqua.

### Processo di reforming
La reazione si divide in due fasi:
Reforming primario
CH4 + H2O → CO + 3 H2
Reforming secondario
La miscela di gas ottenuta contiene CH4 residuo, CO, H2O e H2. Viene fatta una postcombustione con aria alla fine della quale si ottiene una maggior concentrazione di CO e H2 e una minor concentrazione di CH4 residuo.

## Utilizzi
- combustibile, per generare energia elettrica attraverso l'uso di una comune turbina a gas, motore a ciclo diesel, o in modo diretto tramite le pile a combustibile (fuel-cells) di tipo DMFC;
- reagente, ad esempio nel processo Fischer-Tropsch;
- fonte di idrogeno, ad esempio per la sintesi di ammoniaca o per la produzione di energia elettrica mediante celle a combustibile a carbonati fusi.